# R.V. Kammathy
R.V. Kammathy ( n. 1932 ) es un botánico hindú, que se desempeñó hasta profesor emérito, en el Botanical Survey of India.

## Algunas publicaciones
- rolla s. Rao, r.v. Kammathy, r. sundara Rachavan. 1968. Cytotaxonomic studies on Indian Commelinaceae : A review. J. Linn. Soc. (Bot.) 60 (383) : 357-380

- k. Subramanyam, r.v. Kammathy. 1967. IOPB chromosome number reports XII. Taxon 16: 341

- g. Panigrahi, r.v. Kammathy. 1962. Cytotaxonomic studies in certain species of Commelina in Eastern India. Proc. 49th Ind. Sct. Cong. Pt. Il1: 329-330

- La abreviatura «Kammathy» se emplea para indicar a R.V. Kammathy como autoridad en la descripción y clasificación científica de los vegetales.[3]